# (33508) Drewnik
1999 GH25 (asteroide 33508) é um asteroide da cintura principal. Possui uma excentricidade de 0.14295230 e uma inclinação de 3.43178º.
Este asteroide foi descoberto no dia 6 de abril de 1999 por LINEAR em Socorro.